# 14968 Кубачек
14968 Кубачек (14968 Kubáček) — астероїд головного поясу, відкритий 23 серпня 1997 року.
Тіссеранів параметр щодо Юпітера — 3,420.